# Woldo
Woldo, is de naam voor een Koreaans wapen dat sterk lijkt op de Europese hellebaard en de Chinese Guandao. De letterlijke betekenis is 'maan zwaard', vanwege de vorm van de kling.
Technieken voor het hanteren van dit wapen worden gevonden in Muyedobotongji, een handleiding voor het Koreaanse leger uit de 18de eeuw.
In het derde boek van deze handleiding staan zowel technieken beschreven voor het vechten met de woldo zowel te paard als onbereden. De technieken waarbij de woldo te paard wordt gehanteerd, staan in het hoofdstuk Masang woldo (마상월도, 馬上月刀).